# Nasageneia quinsana
Nasageneia quinsana är en kräftdjursart som först beskrevs av J. L. Barnard 1964.  Nasageneia quinsana ingår i släktet Nasageneia och familjen Eusiridae. Inga underarter finns listade i Catalogue of Life.